# Reactor de lecho fluidizado
Un reactor de lecho fluidizado (FBR) es un tipo de dispositivo de reactor que se puede utilizar para llevar a cabo una variedad de reacciones químicas multifásicas. En este tipo de reactor, un fluido (gas o líquido) pasa a través de un material granular sólido (generalmente un catalizador) a velocidades lo suficientemente altas como para suspender el sólido y hacer que se comporte como si fuera un fluido. Este proceso, conocido como fluidización, imparte muchas ventajas importantes a un FBR. Como resultado, los FBR se utilizan para muchas aplicaciones industriales.

Diagrama básico de un reactor de lecho fluidizado.

## Principios de funcionamiento
El material de sustrato sólido (el material catalítico sobre el que reaccionan las especies químicas) en el reactor de lecho fluidizado suele estar soportado por una placa porosa, conocida como distribuidor. Luego, el fluido es forzado a través del distribuidor hacia arriba a través del material sólido. A velocidades de fluido más bajas, los sólidos permanecen en su lugar a medida que el fluido pasa a través de los vacíos del material. Esto se conoce como un reactor de lecho empacado. A medida que aumenta la velocidad del fluido, el reactor alcanzará una etapa en la que la fuerza del fluido sobre los sólidos es suficiente para equilibrar el peso del material sólido. Esta etapa se conoce como fluidización incipiente y ocurre a esta velocidad mínima de fluidización. Una vez que se supera esta velocidad mínima, el contenido del lecho del reactor comienza a expandirse y arremolinarse como un tanque agitado o una olla de agua hirviendo. El reactor es ahora un lecho fluidizado. Dependiendo de las condiciones de operación y las propiedades de la fase sólida, se pueden observar varios regímenes de flujo en este reactor.

## Historia y usos
El primer generador de gas de lecho fluidizado fue desarrollado por Fritz Winkler en Alemania en la década de 1920. Uno de los primeros reactores de lecho fluidizado de los Estados Unidos que se utilizó en la industria del petróleo fue la Unidad de Craqueo Catalítico, creada en Baton Rouge, LA en 1942 por la Standard Oil Company de Nueva Jersey (ahora ExxonMobil). Este FBR y los muchos que le seguirán se desarrollaron para las industrias petrolera y petroquímica. Aquí se utilizaron catalizadores para reducir el petróleo a compuestos más simples a través de un proceso conocido como craqueo. La invención de esta tecnología permitió aumentar significativamente la producción de varios combustibles en los Estados Unidos.
Hoy en día, los reactores de lecho fluidizado todavía se utilizan para producir gasolina y otros combustibles, junto con muchos otros productos químicos. Muchos polímeros producidos industrialmente se fabrican utilizando la tecnología FBR, como el caucho, el cloruro de vinilo, el polietileno, los estirenos y el polipropileno. Varias empresas de servicios públicos también utilizan FBR para la gasificación del carbón, las plantas de energía nuclear y los entornos de tratamiento de aguas y desechos. Utilizados en estas aplicaciones, los reactores de lecho fluidizado permiten un proceso más limpio y eficiente que las tecnologías de reactor estándar anteriores.

## Ventajas
El aumento en el uso de reactores de lecho fluidizado se debe en gran medida a las ventajas inherentes de la tecnología.
- Mezcla uniforme de partículas: debido al comportamiento intrínseco de fluido del material sólido, los lechos fluidizados no experimentan una mala mezcla como en los lechos empacados. Esta mezcla completa permite obtener un producto uniforme que a menudo puede ser difícil de lograr en otros diseños de reactores. La eliminación de los gradientes de concentración radial y axial también permite un mejor contacto fluido-sólido, que es esencial para la eficiencia y la calidad de la reacción.
- Gradientes de temperatura uniformes: muchas reacciones químicas requieren la adición o eliminación de calor. Los puntos calientes o fríos locales dentro del lecho de reacción, a menudo un problema en los lechos empacados, se evitan en una situación fluidizada como una FBR. En otros tipos de reactores, estas diferencias de temperatura locales, especialmente en los puntos críticos, pueden provocar la degradación del producto. Por lo tanto, los FBR se adaptan bien a las reacciones exotérmicas. Los investigadores también han descubierto que los coeficientes de transferencia de calor del lecho a la superficie para los FBR son altos.
- Capacidad para operar el reactor en estado continuo: la naturaleza de lecho fluidizado de estos reactores permite la capacidad de retirar continuamente el producto e introducir nuevos reactivos en el recipiente de reacción. Operar en un estado de proceso continuo permite a los fabricantes producir sus diversos productos de manera más eficiente debido a la eliminación de las condiciones de inicio en los procesos por lotes.

## Desventajas
Como en cualquier diseño, el reactor de lecho fluidizado tiene varios inconvenientes.
- Aumento del tamaño del tanque del reactor: debido a la expansión de los materiales del lecho en el reactor, a menudo se requiere un tanque más grande que la de un reactor de lecho empacado. Este recipiente más grande significa que se debe gastar más en costos de capital iniciales.
- Requerimientos de bombeo y caída de presión: El requerimiento de que el fluido suspenda el material sólido requiere que se logre una mayor velocidad del fluido en el reactor. Para lograr esto, se necesita más potencia de bombeo y, por lo tanto, mayores costos de energía. Además, la caída de presión asociada con los lechos profundos también requiere potencia de bombeo adicional.
- Arrastre de partículas: Las altas velocidades de gas presentes en este estilo de reactor a menudo dan como resultado partículas finas que se arrastran en el fluido. Estas partículas capturadas luego se sacan del reactor con el fluido, donde deben ser separadas. Este puede ser un problema muy difícil y costoso de abordar según el diseño y la función del reactor. A menudo, esto puede continuar siendo un problema incluso con otras tecnologías de reducción de arrastre.
- Falta de comprensión: la comprensión del comportamiento real de los materiales en un lecho fluidizado es bastante limitada. Es muy difícil predecir y calcular los flujos de masa y calor complejos dentro del lecho. Debido a esta falta de comprensión, se requiere una planta piloto para nuevos procesos. Incluso con plantas piloto, la ampliación puede ser muy difícil y puede no reflejar lo que se experimentó en la prueba piloto.
- Erosión de los componentes internos: el comportamiento fluido de las partículas sólidas finas dentro del lecho finalmente provoca el desgaste del tanque del reactor. Esto puede requerir un mantenimiento y mantenimiento costosos para el recipiente de reacción y las tuberías.
- Escenarios de pérdida de presión: si la presión de fluidización se pierde repentinamente, el área de la superficie del lecho puede reducirse repentinamente. Esto puede ser un inconveniente (por ejemplo, dificultar el reinicio del lecho) o puede tener implicaciones más graves, como reacciones fuera de control.

## Investigaciones y tendencias actuales
La mayoría de las investigaciones actuales tienen como objetivo cuantificar y explicar el comportamiento de las interacciones de fase en el lecho. Los temas de investigación específicos incluyen distribuciones de tamaño de partículas, varios coeficientes de transferencia, interacciones de fase, efectos de velocidad y presión, y modelado por computadora. El objetivo de esta investigación es producir modelos más precisos de los movimientos y fenómenos internos del lecho. Esto permitirá a los ingenieros químicos diseñar reactores mejores y más eficientes.